# 住吉通り

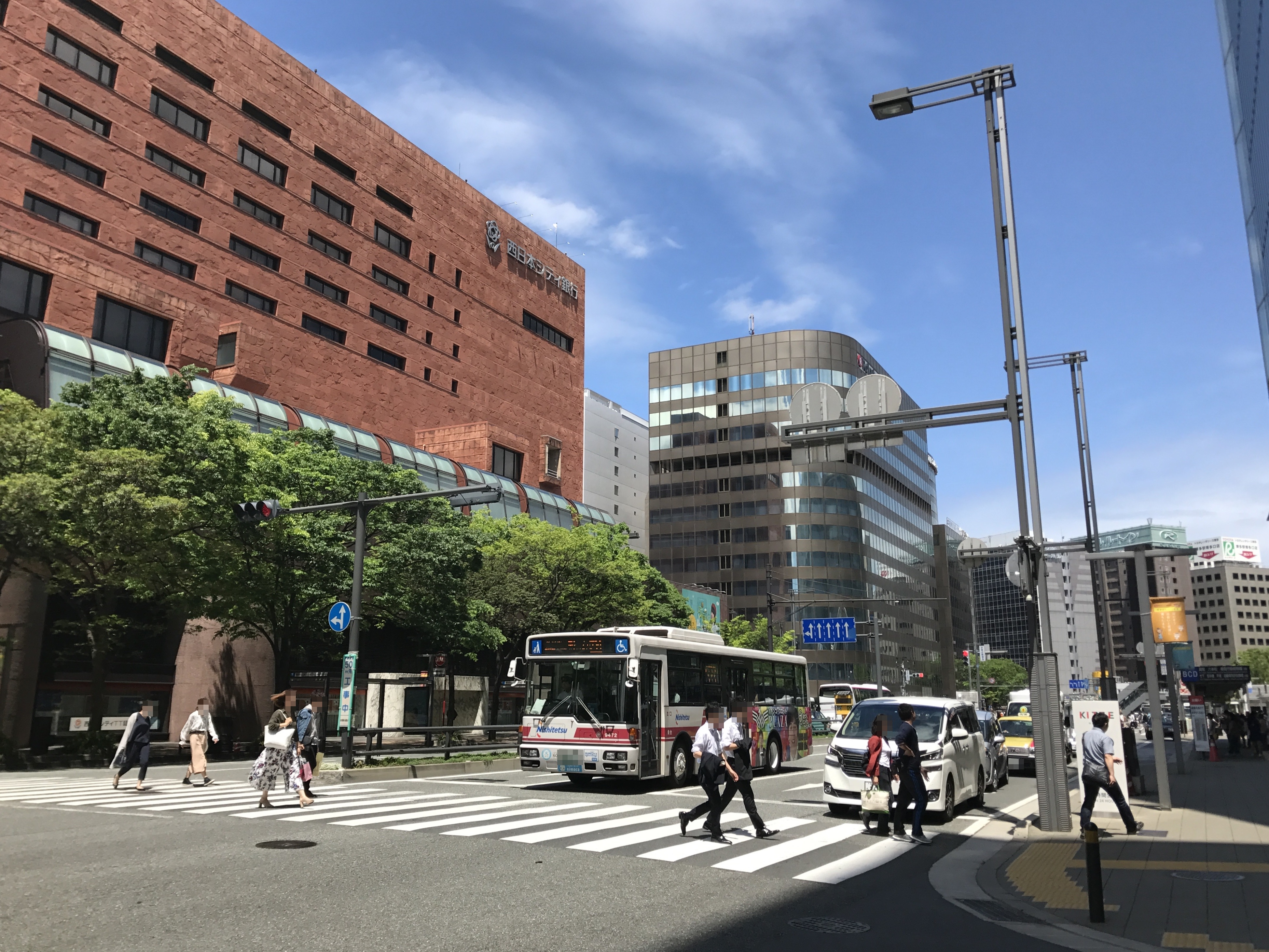
博多駅前の住吉通り。左は西日本シティ銀行本店。

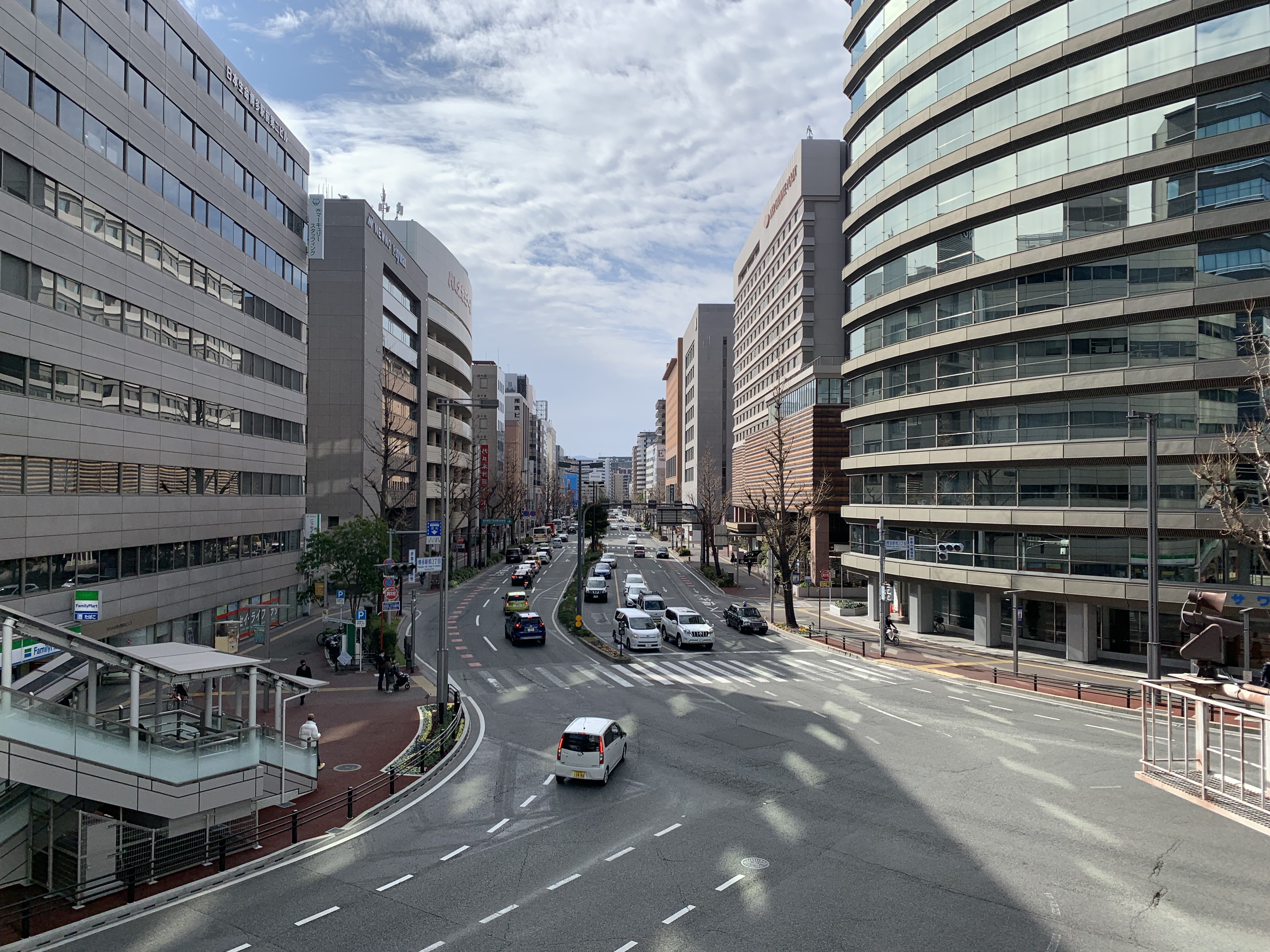
博多駅前3丁目交差点から住吉通りを南西方向に見る。画像右側が博多駅博多口方面(上の画像)で、下側に進むとJRの高架とクロスする。

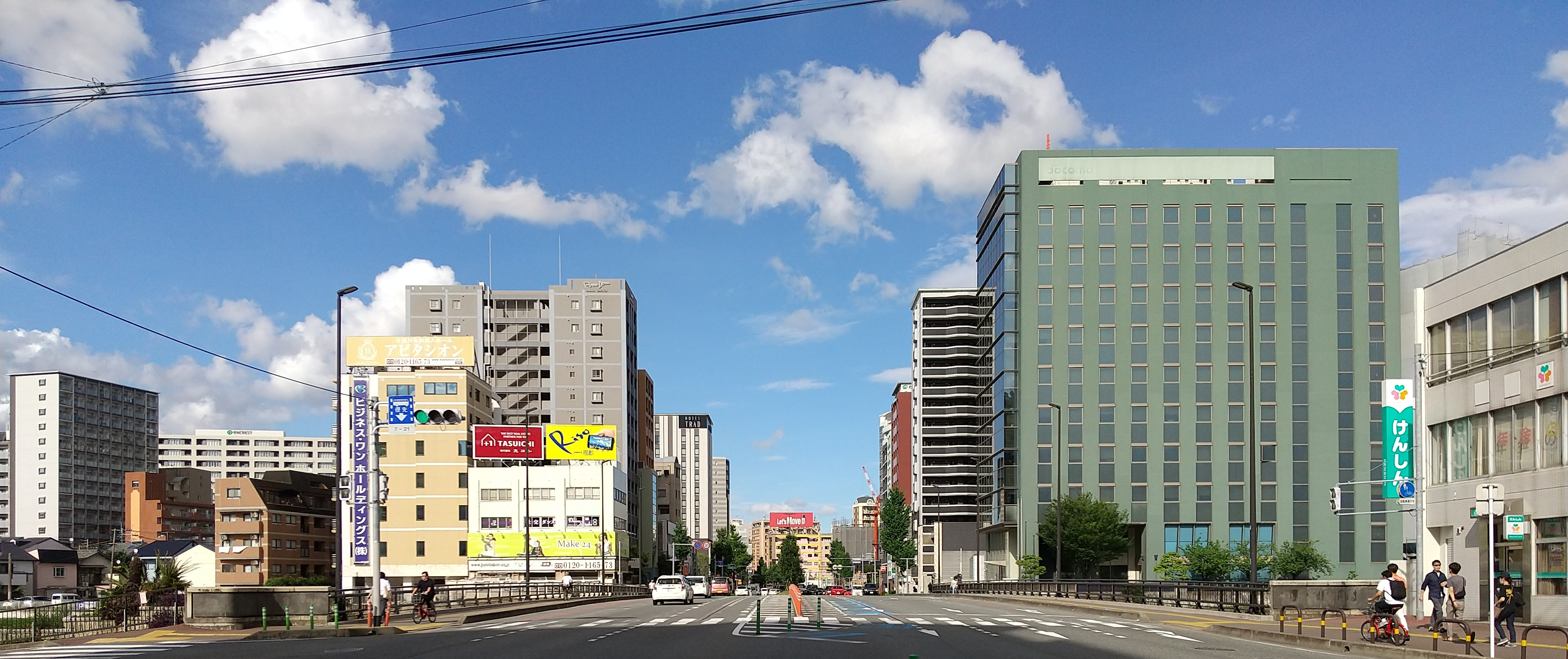
住吉通り、柳橋より東北東の眺望

住吉通り（、ローマ字表記: Sumiyoshi Dōri）は福岡県福岡市博多区の博多駅（バスターミナル前）交差点から福岡県福岡市中央区の渡辺通1丁目交差点までの市道博多駅前線・市道博多駅草ヶ江線・福岡県道553号東光寺竹下春吉線1.3kmに付けられた福岡市道路愛称。

## 概要
福岡都心部の東西を片側3車線で結んでいる。中洲を通らないルートで、交通量が多い割には比較的スムーズに通過することができることから、博多バスターミナルと西鉄天神高速バスターミナルの両方に停車する高速バスが通過する。かつては西鉄福岡市内線の循環線が運行していたが、1979年に廃止された。その名残もあり博多駅 - 城南線（六本松・西新）方面や天神方面へのバスも多く運行されている。城南線と直結し、博多・薬院・六本松・西新を結ぶ幹線道路を形成している。地下鉄七隈線の当初の建設計画では、薬院駅から分岐し、この地下を通り博多駅に至るルートが検討されていた。

## 周辺
- 博多バスターミナル
- 博多駅
- JR博多シティ
  - 博多阪急（2011年3月開業）
- 福岡朝日ビル
  - 朝日新聞西部本社福岡本部
  - コンフォートホテル博多
- 西日本シティ銀行本店
- KITTE博多
- ANAクラウンプラザホテル福岡
- 代々木ゼミナール福岡校
- 博多シティホテル
- 住吉神社
- NTTドコモ九州住吉ビル
- 柳橋連合市場
- サンセルコ
- ホテルニューオータニ博多
- TVQ九州放送
- キャナルシティ博多

## 主な接続路線
| 交差する道路                               | 交差する道路                             | 交差する場所               | 交差する場所 |
| ------------------------------------------ | ---------------------------------------- | -------------------------- | ------------ |
| 〈空港通り〉 福岡空港方面                  |                                          |                            |              |
| 〈大博通り〉 県道43号博多停車場線          | 博多駅ロータリー                         | 博多駅（バスターミナル前） | 博多区       |
| 〈はかた駅前通り〉                         | -                                        |                            | 博多区       |
| -                                          | 〈筑紫通り〉                             | 博多駅前3丁目              | 博多区       |
|                                            | 〈美野島通り〉 県道553号東光寺竹下春吉線 | 住吉                       | 博多区       |
| 〈住吉宮前通り〉 県道553号東光寺竹下春吉線 |                                          | 住吉小学校前               | 博多区       |
| 〈渡辺通り〉 県道602号後野福岡線           | 〈日赤通り〉 県道602号後野福岡線         | 渡辺通り1丁目              | 中央区       |
| 〈城南線〉 西新・六本松方面                |                                          |                            |              |

## 名前の由来
この通りが住吉地区を通過することから（1969年の福岡市制施行80周年を記念した道路愛称事業により制定）。